# Bogumiłek
Bogumiłek – osada w Polsce położona w województwie śląskim, w powiecie częstochowskim, w gminie Lelów.

## Zespół dworsko-parkowy
W miejscowości znajduje się dwór zbudowany pod koniec lat 20. XX wieku, przez Antoniego Schütza. Od 1969 roku funkcjonuje w nim Specjalny Ośrodek Szkolno-Wychowawczy im. Jana Brzechwy. W sąsiedztwie dworu stoją zabudowania gospodarcze - w tym okazały, dawny magazyn zbożowy. Wart uwagi jest także zabytkowy park, o powierzchni około 3 ha. Nieopodal znajduje się młyn wodny.